# 巴克利山
巴克利山（英語：Mount Buckley），是南極洲的山峰，位於沙克爾頓海岸，處於比爾德摩爾冰川源頭，海拔高度2,645米，由英國探險隊發現，現時由南極條約體系管理。